# 6505-ös mellékút (Magyarország)
A 6505-ös mellékút egy négy számjegyű mellékút Somogy vármegye területén, amely Kaposvár és Szántód között húzódik, hossza 61,9 kilométer. A megyeszékhely Kaposvár és a Balaton partja között az egyik legfontosabb összekötő út.

## Nyomvonala
A 610-es főútból ágazik ki, annak 5+650-es kilométerszelvényénél, Kaposvár belterületén, Kisgát városrész keleti szélén, észak-északkeleti irányban. Dr. Guba Sándor utca néven indul, és alig 900 méter után kilép a városközpont lakott területéről. A 2. kilométerénél elhalad a 61-es főút Kaposvárt elkerülő szakaszának felüljárója alatt; előtte, 1,9 kilométer után beletorkollik az itteni csomópont nagykanizsai irányú lehajtó ága (65 808) és kiágazik a dunaföldvári irányú felhajtó ág (65 807), az északi oldalon pedig, 2,1 kilométer után beletorkollik a dunaföldvári lehajtó (65 806) és a nagykanizsai irányú felhajtó (65 805).
2,4 kilométer megtétele után kiágazik belőle a Kaposvári Egyetem kampuszának bekötőútja, 2,9 kilométer után pedig Toponár városrész házai közé ér; ott a Toponári út nevet veszi fel. 3,9 kilométer után kiágazik belőle kelet felé a 7,5 kilométer hosszú 65 112-es út: ez Orci településre, majd onnan tovább Zimány központjába vezet. 5,2 kilométer után az út kilép Toponár területéről, 7,7 kilométer után pedig keresztezi a MÁV 35-ös számú Kaposvár–Siófok-vasútvonalát, Répáspuszta megállóhely déli szélén, illetve pár lépéssel a keresztezés előtt kiágazik észak felé a 65 304-es út, ami a megállóhelyre vezet.
A tizedik kilométere után éri el az út Somodor területét, majd a 11. kilométerétől egy darabon Somodor és Magyaratád határvonalát kíséri. 11,9 kilométer után kiágazik dél felé egy számozatlan, alsóbbrendű bekötőút Magyaratád Rácegres településrészére, 12,8 kilométer után pedig teljesen magyaratádi területre ér. 13,4 kilométer megtételét követően éri el a község lakott területét, ahol a Kossuth Lajos utca nevet veszi fel; így halad ott is, ahol – 14,2 kilométer után – kiágazik belőle a 65 113-as út dél felé, a zsákfalunak tekinthető Patalom központjába.
14,5 kilométer után az út kilép a magyaratádi házak közül, 17,3 kilométer után pedig teljesen el is hagyja a települést, átlépve Ráksi területére. 18,9 kilométer után, ez utóbbi település lakott területének délnyugati csücskében egy körforgalomba ér: innen ágazik ki a 6513-as út, Mernye-Somogyjád felé. A településen a Fő utca nevet viseli; pontosan a huszadik kilométerénél lép ki a községből és egyben átlépi Igal határát.
21,8 kilométer megtétele után éri el Igal lakott területét, ahol a Kaposvári út nevet veszi fel, a 22. kilométer után pedig egy elágazáshoz ér: dél felől itt torkollik bele a 6503-as út, 21,1 kilométer után, Baté felől, a 6505-ös pedig északnak folytatódik, Szent István utca néven. 24,4 kilométer után lép ki Igal házai közül, 26,9 kilométer után pedig nemcsak a kisváros területét hagyja el, de a Kaposvári járásét is, és átlép a Tabi járásba, Bonnya közigazgatási területére.
29,6 kilométer után ér újabb elágazáshoz, már ez utóbbi település területén: itt a 10,6 kilométer hosszú 65 114-es út ágazik ki belőle nyugat felé, Bonnya központja, Kisbárapáti és Fiad felé. Alig száz méterrel arrébb az út keresztezi a Koppány folyását, és eléri Bonnyapuszta településrészt. A lakott terület keleti szélén halad egészen a 30+250-es kilométerszelvénye tájáig; ott nemcsak a bonnyai házakat hagyja el, de egyben át is lép a következő település, Somogyacsa területére. Hamarosan, 30,8 kilométer után egy elágazáshoz ér: kelet felől a Nagykónyitól idáig húzódó 6508-as út torkollik bele, 22,2 kilométer megtétele után, a 6505-ös út pedig északnak folytatódik tovább. Somogyacsa lakott területét nem érinti, 32,9 kilométer után pedig ki is lép a községből.
Andocs az út következő települése, ennek lakott területeit 35,3 kilométer után éri el; a neve ott egy darabig Petőfi Sándor utca, amíg a település központjában – 36,4 kilométer után – el nem éri a helyi Nagyboldogasszony-bazilikát és a hozzá kapcsolódó kolostort. A templom előtt kiágazik belőle nyugat felé a 6514-es út, és innen észak felé már Ady Endre utca a települési neve, 37,3 kilométer után pedig ki is lép a település lakott területéről. 37,9 kilométer után kiágazik belőle a 6522-es út keleti irányban, Nágocsra, majd a 40. kilométerénél a 6505-ös út is eléri Nágocs határát. Innen bő két kilométeren át Andocs és Nágocs határvonalát kíséri, így ágazik ki belőle délkelet felé a 65 115-ös út, szintén Nágocsra, onnan tovább Miklósira.
42,1 kilométer után éri el az út a két előbbi település és Kapoly hármashatárát, innen tovább már ez utóbbi község területén halad tovább. 44,2 kilométer után keresztezi a Kaposvár–Siófok-vasútvonalat, majd pár lépéssel ezután a Kis-Koppány folyását is, 44,5 kilométer után pedig eléri Kapolypuszta településrész legdélebbi házait, és ugyanott kiágazik belőle délnyugat felé a 6 kilométer hosszú 65 135-ös út, Somogymeggyes és a falu vasúti megállóhelye felé. A folytatásban végighalad Kapolypuszta településrész keleti szélén, majd 45,3 kilométer után beletorkollik kelet felől a 6511-es út, 17,2 kilométer megtétele után.
48,3 kilométer után átlép a Tabi járásból a Siófoki járás és Pusztaszemes területére, a község lakott területeit 50,3 kilométer után éri el; ott a Kossuth Lajos utca nevet veszi fel. Majdnem két kilométeren át halad a település belterületén, és alighogy kilép a házai közül, 52,2 kilométer teljesítését követően át is lép a következő település, Kereki területére. Ennek lakott területét 53,2 kilométer után éri el – ott a Petőfi Sándor utca nevet viseli –, 55,7 kilométer után pedig kilép a községből.
56,2 kilométer után éri el Kőröshegy közigazgatási határát, 56,8 kilométer után pedig elhalad a Kőröshegyi völgyhíd alatt. Közvetlenül előtte azonban még áthalad egy körforgalmon: ehhez a körforgalomhoz csatlakozik a 65 116-os számú mellékút: amely az első szakaszán olyan átkötő útként is funkcionál, amely lehetővé teszi az áthajtást a 6505-ről az M7-es autópályára (amely itt a 121+200 kilométerszelvénye táján tart), de másfél kilométer után, egy újabb körforgalmon áthaladva tovább is halad délkelet felé, Bálványos községbe.
57,1 kilométer után éri el az út Kőröshegy település lakott területét, ott a neve előbb Kaposvári út, majd Petőfi Sándor utca. 58,7 után már ezen a néven ágazik ki belőle egy önkormányzati út északnyugati irányban, Balatonföldvár felé. 59,7 kilométer után hagyja el Kőröshegy települést, a 60. kilométere közelében pedig már Szántód területére ér. Ott előbb Ágassziget településrész keleti szélén halad el, Szántódi utca néven, majd a Kőröshegyi út nevet veszi fel. A 7-es főútba beletorkollva ér véget, nagyjából annak 118. kilométerénél; egyenes folytatása a Zamárditól a tihanyi komp déli kikötőjének érintésével idáig húzódó 7102-es út, amelynek kilométer-számozása itt ér véget, valamivel több mint 5 kilométer után.
Teljes hossza, az országos közutak térképes nyilvántartását szolgáló kira.gov.hu adatbázisa szerint 61,920 kilométer.

## Települések az út mentén
- Kaposvár
- Toponár
- (Somodor)
- Magyaratád
- Ráksi
- Igal
- Bonnya (Bonnyapuszta településrész)
- (Somogyacsa)
- Andocs
- (Nágocs)
- Kapoly (Kapolypuszta településrész)
- Pusztaszemes
- Kereki
- Kőröshegy
- Szántód

## Története
Egy archív fénykép tanúsága szerint a 66-os főút az 1960-as évek elején még egészen a Balaton térségéig húzódott, ahol találkozott a 7-es főúttal is, Szántód közelében. Kaposvártól északra húzódó szakasza ebben az esetben többé-kevésbé egybeeshetett a mai 6505-ös út nyomvonalával (folytatása pedig 712-es útszámmal három számjegyű főútként vezethetett a szántódi révig).